# Big Brother 2021
Big Brother Sverige 2021, var den 12 svenska säsongen av realityformatet Big Brother och premiär var den 15 februari 2021 på TV4, Sjuan och C More. 
| Deltagare                | Ålder | Stad           | Yrke                                | In i huset (dag) | Lämnade huset (dag)                                              |
| ------------------------ | ----- | -------------- | ----------------------------------- | ---------------- | ---------------------------------------------------------------- |
| Katti Göransson          | 58    | Bromölla       | Undersköterska och körledare        | 1                | 43 (utröstad av tittarna)                                        |
| Judith Nodby             | 27    | Norrtälje      | Kyltekniker                         | 1                | 93 (utröstad av tittarna)                                        |
| Nardos Alberto           | 23    | Solna          | Arbetssökande                       | 1                | 99 (andrapristagare)                                             |
| Stephanie Harvey         | 26    | Sundbyberg     | Brevbärare                          | 1                | 57 (utröstad av tittarna)                                        |
| Therese Skog             | 30    | Stockholm      | Arbetssökande                       | 1                | 29 (utröstad av tittarna)                                        |
| Emelie Svensson          | 24    | Ystad          | Studerande                          | 1                | 99 (tredjepristagare)                                            |
| Joel Kosari              | 20    | Umeå           | Butikssäljare                       | 1                | 73 (24 timmars-regeln efter hemlängtan)                          |
| Pedram Aghabeh           | 25    | Upplands Väsby | IT-konsult                          | 1                | 92 (utröstad av tittarna)                                        |
| Luis Lindberg            | 47    | Borås          | Fritidspedagog                      | 1                | 22 (utröstad av tittarna)                                        |
| Simon Ejdertoft          | 26    | Stockholm      | Arbetslös                           | 1                | 97 (utröstad av tittarna)                                        |
| Jesper Fröidh            | 42    | Ängelholm      | Fritidspedagog                      | 1 (Husbilen)     | 15 (utröstad av tittarna)                                        |
| Pontus "Ponne" Andersen  | 30    | Malmö          | Artist / musiker                    | 1 (Husbilen)     | 36 (utröstad av tittarna)                                        |
| Tanja Ingebretsen Kallin | 22    | Vänersborg     | Butiksbiträde/Youtuber              | 10               | 99 (vinnare)                                                     |
| Adrian Podde             | 30    | Lund           | Säljare                             | 11               | 85 (utröstad av tittarna)                                        |
| Madelene Billman         | 33    | Falköping      | Stylist                             | 26               | 94 (utröstad av tittarna)                                        |
| Alexander Eklund         | 23    | Eskilstuna     | Musiklärare                         | 32               | 50 (utröstad av tittarna)                                        |
| Jaqueline Lysholm        | 25    | Huddinge       | ?                                   | 39               | 64 (utröstad av tittarna)                                        |
| Dennis "Dompa" Asteson   | 30    | Solna          | Säljare                             | 41               | 78 (utröstad av tittarna)                                        |
| Mergim Feka              | 22    | Hässleholm     | Jobbar på lager                     | 43               | 71 (utröstad av tittarna)                                        |
| Julia Löfgren            | 31    | Haninge        | Nagelbyggare och jobbar i djuraffär | 43               | 55 (Personliga skäl)                                             |
| Victoria Klöfver Rama    | 23    | Sundbyberg     | Kabinpersonal                       | 43               | 48 (Efter upprepade regelbrott och integritetskränkade beetende) |